# Out growth
Out growth (OG) — міське поселення, прилегле до іншої міської зони (міста або міського селища). Хоча воно має всі ознаки міста, проте не розглядається як окреме місто. Щоб поселення розглядалось як out growth між ним і містом, до якого воно прилягає, не повинно бути незаселеної території.